# Cotana brunnescens
Cotana brunnescens är en fjärilsart som beskrevs av Rothschild 1917. Cotana brunnescens ingår i släktet Cotana och familjen Eupterotidae. Inga underarter finns listade i Catalogue of Life.